# Злобин, Николай Анатольевич (Герой Социалистического Труда)
Никола́й Анато́льевич Зло́бин (16 декабря 1931, село Дельная Дубрава (иногда пишут Дельное) Ламского района, ныне Сосновский район, Тамбовская область — 9 мая 1997, Зеленоград) — советский строитель, получил известность в советское время как инициатор метода бригадного подряда в жилищном строительстве. Депутат Совета Союза Верховного Совета СССР 9—11 созывов (1974—1989) от Москвы, член Президиума Верховного Совета СССР.

## Биография
Родился в крестьянской семье.
Окончил среднюю школу в родном селе. В 1949 году был призван в армию, дослужился до старшины батареи. После демобилизации стал работать строителем.
В 1958 году приехал на строительство нового города-спутника Москвы — будущего Зеленограда. Сначала трудился каменщиком, затем бригадиром комплексной бригады (с 1958 года), мастером, прорабом управления «Зеленоградстрой».

## Деятельность
Бригадный подряд [в массовом жилищном строительстве в СССР] был впервые применён бригадой Злобина, относившейся к тресту «Зеленоградстрой», при строительстве 14-этажного корпуса в Зеленограде в 1970 году. Сущность эксперимента заключалась в том, что все средства выделялись непосредственно бригаде. Это позволило сэкономить значительную часть денег и сдать объект раньше нормативного срока. В дальнейшем эксперимент получил широкую известность и применялся на строительстве других объектов народного хозяйства.

## Расхождения в оценке авторства бригадного подряда
В ряде источников имеет место очевидное смешение высоких оценок трудовой деятельности бригады Н. А. Злобина и авторства бригадного подряда как метода.
В одних источниках автором метода называют самого Н. А. Злобина.
В других уточняют, что считают таковым Сергея Тимофеевича Дементьева (начальника управления «Зеленоградстрой», действительно, приложившего много и умелых усилий, чтобы бригадный подряд стал возможен в Зеленограде). Об этом, собственно, писал и сам Н. А. Злобин: «…меня вызвали к начальнику СУ-111 В. Г. Локшину … и сказали, что речь идёт об очень серьёзном деле, об эксперименте. … Мы хотим тебя привлечь к нему».
Мурманские строители обоснованно вспоминают о более раннем по времени опыте бригады В. П. Серикова (но не в жилищном, а в промышленном строительстве).
А четвёртые вообще говорят, что артельный подход к строительству (и многим иным видам деятельности), когда оценивается именно достижение конечной цели, а не промежуточные этапы, естественен и известен испокон века. И движение бригадного подряда в СССР поэтому правильнее понимать как стремление честных тружеников работать по совести даже в советских условиях массовых приписок, долгостроя и нередко не слишком умелого и ответственного отношения к своему делу.
Сам В. П. Сериков говорил на одной из телепередач, что «Подрядному методу, наверное, столько же веков, сколько профессии строителя».
Это же отмечали и некоторые известные партийные деятели. Так, В. М. Молотов говорил: «Я не согласен с прославлением бригады Злобина — это же самый настоящий подрядчик, таких и при царе было полно! Вот я <…> называю шесть факторов, способных, по моей точки зрения, заменить материальное стимулирование при социализме: Умелое научное планирование производства. Социалистическое соревнование. Подбор кадров. Направленность всего общества <…>. Международная социалистическая комплексно-экономическая интеграция. Идейное воспитание партии».

## Восприятие бригадного подряда в народном творчестве
У части населения повышенные скорости строительства при бригадном подряде вызывали некоторые сомнения в качестве построенного, что отразилось, к примеру, в частушках:
Не качайся новый дом,

Не лишай ты нас награды,

Вот сдадим, а уж потом,

Хочешь стой, а хочешь падай!.

## Награды, премии и звания

### Самого Н. А. Злобина
- дважды Герой Социалистического Труда (7.05.1971; 18.09.1985)
- 2 ордена Ленина
- орден Трудового Красного Знамени
- медали
- Государственная премия СССР (1975)
- Заслуженный строитель СССР[источник не указан 1404 дня]
- Заслуженный строитель ГДР (1976)[6]

### Членов его бригады
В начале февраля 1973 года вышел Указ Президиума Верховного Совета СССР о награждении орденами и медалями рабочих нашей бригады.
Орден Ленина у нас получили Николай Афонин и Михаил Семеньков;
Николай Кириллов и Сергей Шепетин награждались орденом Трудового Красного Знамени;
орден «Знак Почёта» получили Непийвода, Охрименко, Зоя Щербакова;
Бацак, Блажиевский, Касьян, Дроздов отмечались медалью «За трудовую доблесть», а Юра Лебедев — медалью «За трудовое отличие» — всего было награждено 38 человек.

## Память
В честь заслуженного строителя назван подмосковный детский оздоровительный лагерь «Юный строитель», принадлежащий «Моспромстрою».
Как дважды Герою Социалистического Труда, в соответствии с положением о награде на родине Злобина должен был быть установлен прижизненный бронзовый бюст, но в связи с распадом СССР памятник так и не был установлен. Лишь в 1999 году уже после смерти Злобина памятник ему был изготовлен на средства треста «Зеленоградстрой» и установлен у его управления в Северной промышленной зоне города Зеленоград. В феврале 2008 года проезд № 4900 в 1-м микрорайоне Зеленограда был переименован в улицу Николая Злобина, а 29 октября 2009 года на корпусе 129 была установлена памятная доска.
Именем Н. А. Злобина назван Политехнический колледж № 50 города Москвы. В колледже есть музей, посвященный Николаю Анатольевичу. 

## Последователи
У Н. А. Злобина и его бригады были последователи, высокие достижения которых отмечены общественным признанием и высокими правительственными наградами. Среди них
- Буравков, Юрий Александрович
- Новик, Тадеуш Иосифович — бригадир строителей, первыми построившими по бригадному подряду блочный жилой дом (бригада Н. А. Злобина начинала со строительства на подряде кирпичных жилых домов)[12]

В то же время ряд авторов отмечают, что бригадный подряд оказался наиболее естественен для применения в строительстве и некоторых направлениях сельского хозяйства. А начавшиеся попытки партийного руководства навязать его без учёта конкретных условий чуть ли не во все отрасли производства, транспорта и т. д., где порой (просто в силу технологии деятельности) сложно, а то и невозможно, постановка единой цели, обоснованное применение коллективной ответственности в её достижении и т. д. привели к снижению привлекательности, а порой и опорочиванию данного подхода.

## Сочинения
- Злобин Н. А. Разведчики : [Автобиогр. повесть бригадира комплекс. бригады упр. «Зеленоградстрой»] / Н. А. Злобин; [Лит. запись Н. Пентюховой], 335 с. ил. 21 см, М. Сов. Россия 1983.
- Злобин Н. А. Разведчики. 2-е изд. — М.: Советская Россия, 1986. — 239 с.